# Gaston Micard
Pour les articles homonymes, voir Micard.
Gaston Micard, comte Cisterni, né le 8 septembre 1879 à Paris où il est mort le 8 avril 1961, est un explorateur et avocat français.

## Biographie
Fils du comte Jean Micard (1852-1931), président-fondateur de la Société Industrielle et Agricole de Pointe-à-Pitre, il est le petit-fils de François Philippe Voisin et de Ferdinand de Lesseps, il étudie au lycée Condorcet, remporte en 1894 le premier prix d'allemand au concours général et en 1895 le premier prix d'anglais. Il entre à l'école Polytechnique en 1900 et devient docteur en droit et avocat à la cour d'appel de Paris.
Le comte Micard est surtout connu pour avoir organisé en 1936-1937 une expédition norvégio-française au Groenland et à l'île Jan Mayen à bord du Quest commandé par Ludolf Schelderup (1894-1983). Le but de l'expédition était d'établir une station météorologique au fjord Ingolf, d'installer une base d'hivernage dans le fjord de l'Indépendance et d'explorer la Terre de Peary. Il hiverne alors dans le fjord Clavering,,. Il embarque le 17 août 1937 Paul-Émile Victor pour le ramener en Europe.
De 1938 à 1940, il tente avec le danois Willie Knudsen sur le navire En Avant d'atteindre le fjord Ingolf mais, bloqué par les glaces, renonce près de la terre Germania. Avec Hubert Garrigue, le directeur de l'Observatoire du Pic du Midi, il fait une campagne d'observation en baie de Disko.

## Hommage
- Un navire marchand de la marine norvégienne a porté son nom[10].